# José del Carmen Ortiz
General José del Carmen Ortiz fue un militar mexicano de origen yaqui con idealismo villista que participó en la Revolución mexicana. Nació en Sonora. En 1910 se incorporó a la lucha armada contra Porfirio Díaz en las fuerzas de Anacleto J. Girón, las cuales pasaron al estado de Chihuahua, uniéndose a las de Francisco Villa. Con el tiempo llegó a formar parte de su escolta de "Dorados". Durante la Convención de Aguascalientes se le dio la orden de fusilar al coronel villista Manuel Manzanera, por haber asistido a dicha convención en representación de los Arrieta, lo cual fue calificado de traición. Murió en Columbus, Estados Unidos, durante la Batalla villista en esa población estadounidense, en marzo de 1916.